# 粄條
粄條（客語白話字：pán-thiàu；四縣客語：banˋ tiauˇ；海陸客語：banˊ tiau），又稱粿條，是流行於華南的客家美食、白米類副食產品，一般在烹飪時會加入大量的豬油。

## 名稱
客家人將粄切成條狀，並且予以烹煮。因此，它即被稱為「粄條」。粄條一詞，亦有「板條」等俗寫。

### 面帕粄
在臺灣南部地區的客家庄中，粄條被稱為「面帕粄」（四縣客語：mien pa banˋ ），因其製成後的形狀猶如客家語中的「面帕」（洗臉的毛巾）。

## 製作
將在來米磨製成米漿，澆灌於平底鍋皿，再將平底鍋皿置放於蒸籠內蒸熟即成。